# Петар Кокиновић
Петар Кокиновић (Земун, 15. јануар 1993) српски је телевизијски и позоришни глумац.

## Почеци
Завршио је Oсновну школу Соња Маринковић 2007. године, у Земуну. Школовање је наставио у Петој беогрдадској гимназији, на природно-математичком смеру. Прве глумачке кораке направио је у омладинском позоришту Дадо где су му предавачи били Предраг Стојменовић, Кокан Младеновић и др. Владимир Јевтовић. Петар је дебитовао 2008. у представи Лоше девојке у режији Ивана Вуковића, након чега је играо и у представама Дечаци Павлове улице, Станица компас, Гарави сокак... Осим глуме, бавио се и плесом у оквиру школе мјузикла Мојце Хорват и био је члан бенда где је свирао ритам гитару.

## Каријера
Године 2012. уписује Академију уметности у Београду, смер глума, на класи професроке Драгане Варагић и асистента Предрага Стојменовића.
Још за време студија остварује професионалне улоге. Прва искуства пред камером стиче у серији  "Равна гора" Радоша Бајића и у филму  "Поред мене" Стевана Филиповића. Учествовао је на БЕЛЕФ фестивалу 2015. године. Играо је у мјузиклу Браћа Блузери у режији Ивана Јевтовића и тумачио је различите ликове у квизу Лавиринт. Академију је завршио је 2016. године и од тада су се низале бројне телевизијске и позоришне улоге. Телевизијске улоге:
Петар је одувек знао добро да имитира људе и тако забављао све око себе. Веома је посвећен дечијим представама, па је тако у Бања Луци у пет дана одиграо 32 пута представу Куц-куц, има ли кога. Радио је синхронизације играних и анимираних филмова Дизни продукције у студију Ливада, што је навео као веома занимљиве улоге.

## Улоге
| Име филма                    | Улога      | Година    |
| ---------------------------- | ---------- | --------- |
| Равна гора                   | Марко      | 2013      |
| Поред мене                   | Петар      | 2015      |
| квиз Лавиринт                | више улога | 2016—2017 |
| Заспанка за војнике          | Жућа       | 2018      |
| Режи                         | Клинац     | 2019      |
| Заспанка за војнике (серија) | Жућа       | 2019      |
| Војна академија 5            | конобар    | 2019      |

Позоришне улоге
| Име представе               | Режија                        | Сцена                            |
| --------------------------- | ----------------------------- | -------------------------------- |
| Педесет удараца             | Ана Григоровић                | Атеље 212                        |
| Браћа Блузери               | Иван Јевтовић                 | Душко Радовић                    |
| Фауст                       | Иван Јевтовић                 | позориште Лектира                |
| Последња шанса              | Анђелко Берош                 | Академија уметности у Новом Саду |
| Привиђења из Сребрног Вјека | Стеван Бодрожа                | ЦЗКД                             |
| Покондирена тиква           | Јасмина Венчански             | позориште Лектира                |
| Талас                       | Предраг Стојменовић           | ДАДОВ                            |
| Рибарске свађе              | Драгана Варагић               | Пинокио                          |
| Јазавац пред судом          | Иван Јевтовић                 | позориште Лектира                |
| Београдска мумија           | Иван Балетић                  | Пан театар                       |
| Нушићеви часови о животу    | Ана Константиновић            | позориште Лектира                |
| Шалалајка                   | Оливера Викторовић Ђурашковић | Пан театар                       |
| Петар Пан                   | Оливера Викторовић Ђурашковић | Пан театар                       |
| Џумбус                      | Наталија Станковић            | НДК, Софија, Бугарска            |
| Кад су цветале тикве        | Слободан Скерлић              | БДП                              |